# Kvadrupedie
Kvadrupedie znamená pohyb po čtyřech končetinách. Typická je pro suchozemské obratlovce, resp. jejich nadtřídu čtyřnožce. Typická je i pro většinu savců. Kvadrupedický pohyb využívali i předchůdci člověka a dnešních opic, např. miocenní primáti.